# Vojenská logistika

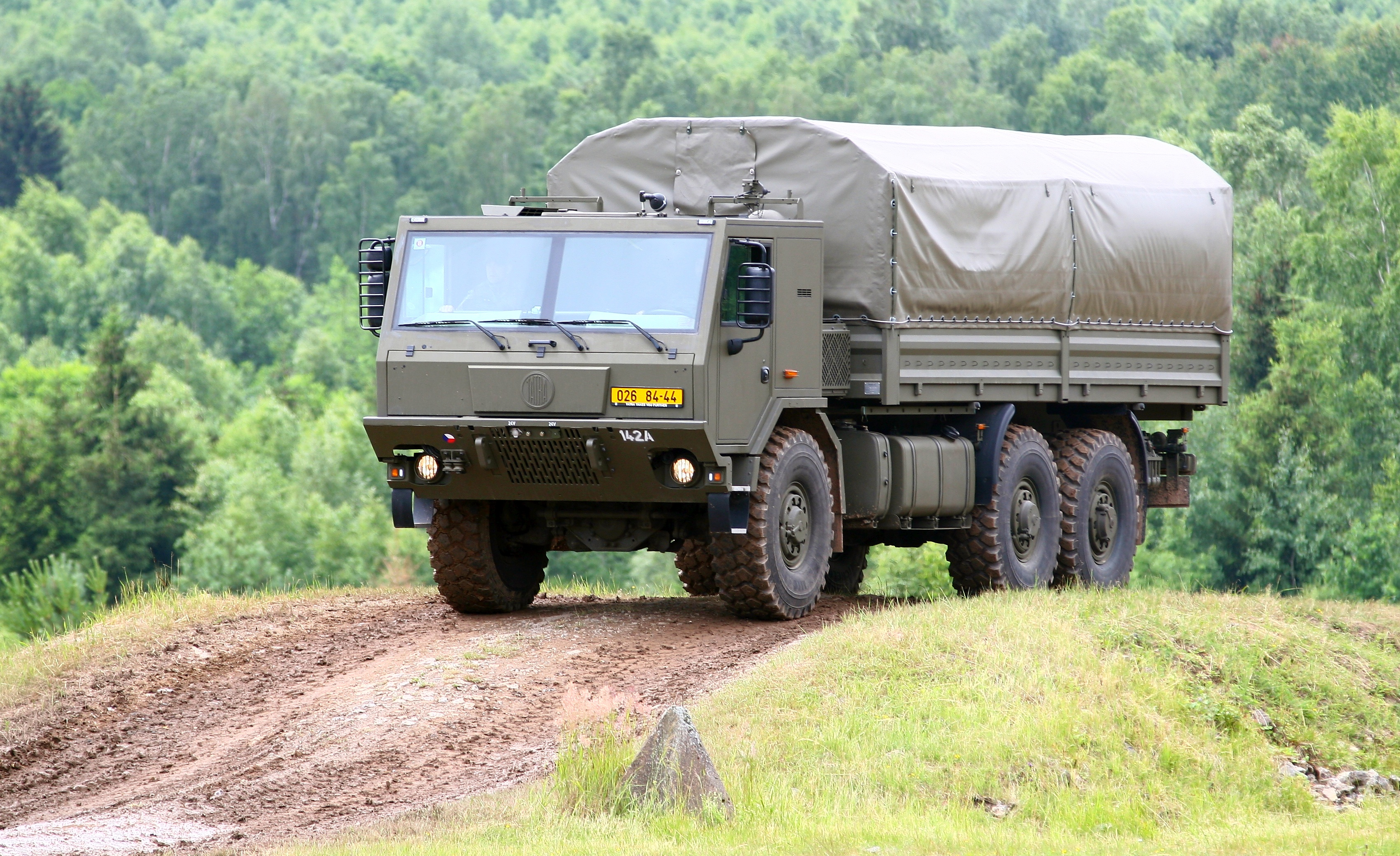
Tatra 815-7

Vojenská logistika (dříve používané označení týlové a technické zabezpečení) je podle definice NATO nauka o plánování, provádění přesunu a o technickém zabezpečení sil. Je to tedy věda, která se zabývá plánováním a uskutečňováním přesunů vojenského materiálu na určené místo v optimálním čase a s optimálními náklady, jakož i udržováním akceschopnosti bojových sil.
Logistiku jako takovou lze vnímat jako určitý most mezi průmyslovými podniky, které vyrábějí zbraně a potřebný materiál, a bojovými jednotkami. Do logistiky se rovněž řadí identifikace potřebného materiálu, jeho skladování a údržba. V nejširším smyslu jsou tedy hlavními cíli vojenské logistiky:
- Design a vývoj, opatřování, skladování, pohyb, rozdělování, údržba, odsun a likvidace materiálu
- Přeprava osob
- Pořizování či konstrukce, údržba, operační činnost a odsun zařízení
- Opatřování či zařizování služeb
- Lékařské a zdravotnické zabezpečení

Vojenská logistika hraje tedy v ozbrojených složkách státu velmi významnou roli, neboť zajišťuje hladké fungování armády. Lze ji rozdělit do tří základních oblastí:
- Produkční (akviziční) logistika – zabývá se výzkumem, vývojem a pořizováním materiálu. Má zhruba na starosti vše, co souvisí s pořizováním materiálu včetně prověřování kvality, kodifikace, standardizace a jeho interoperability.[3]
- Provozní logistika (in-service) – spojovací prvek mezi pořízením materiálu a jeho doručením jednotkám. Spadá sem tedy i skladování a rozdělování pořízeného materiálu.[3]
- Spotřební (operační) logistika – jejím úkolem je zásobování a podpora vyslaných jednotek včetně přijetí doručeného materiálu, jeho skladování a udržování v patřičném stavu.[5]